# 2427 Kobzar

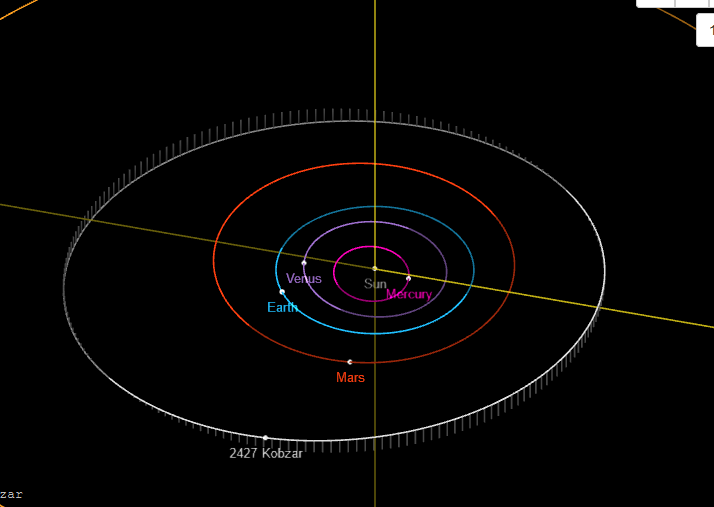
orbita asteroidului 2427 Kobzar

2427 Kobzar este un asteroid din centura principală, descoperit pe 20 decembrie 1976 de Nikolai Cernîh.